# Bayrampaşa (district)
Pour les articles homonymes, voir Bayrampaşa.
 (avril 2023).
Si vous disposez d'ouvrages ou d'articles de référence ou si vous connaissez des sites web de qualité traitant du thème abordé ici, merci de compléter l'article en donnant les références utiles à sa vérifiabilité et en les liant à la section « Notes et références ».
Bayrampaşa (se prononce [bɑjrɑmpɑʃɑ]) est l'un des 39 districts de la ville d'Istanbul, en Turquie, situé sur sa rive européenne. Sa population est de 272 000 habitants pour une superficie de 8 km2.

## Géographie

### Sociologie
Les habitants de Bayrampaşa sont principalement constitués d'immigrants des Balkans et d'Anatolie. L'habitat de Bayrampaşa est généralement modeste. De petites usines et ateliers parsèment la zone résidentielle alors qu'une zone plus large est uniquement industrielle.

## Histoire
Bayrampaşa est sur l'ancienne route de Thrace.
La zone fut connue sous le nom de Sağmalcılar jusqu'aux années 1970 quand sévit une épidémie de choléra, causée par la pollution du système d'eau. 
À la suite de cet événement et de l'association du nom de Sağmalcılar avec le choléra, le district fut renommé Bayrampaşa. La prison de Sağmalcılar fermée en 2008 était localisée dans ce district.
Bayrampaşa est connu pour sa production passée d'artichauts. Bien qu'il n'y ait plus aujourd'hui de production dans cette région, son nom est associé à une variété d'artichauts de Turquie. Une grande statue d'artichaut au centre du district est devenue un symbole de la zone.

## Administration
Le district de Bayrampaşa est composé de onze quartiers :
- Altıntepsi
- Cevatpaşa
- Kartaltepe
- Kocatepe
- Muratpaşa
- Orta
- Yenidoğan
- Vatan
- Terazidere
- İsmetpaşa
- Yıldırım

## Lieux et monuments
Le district comporte de nombreux bâtiments publics : deux grand complexes sportifs et la principale station de bus (bien qu'appelée Esenler bus station).